# Saprosma membranacea
Saprosma membranacea är en måreväxtart som beskrevs av Elmer Drew Merrill. Saprosma membranacea ingår i släktet Saprosma och familjen måreväxter. Inga underarter finns listade i Catalogue of Life.